# Gorno-Altajse Autonome Oblast
De Gorno-Altajse Autonome Oblast (Russisch: Горно-Алтайская автономная область, Gorno-Altaijskaja avtonomiaja oblast) was een autonome oblast binnen de kraj Altaj van de Sovjet-Unie, die werd geformeerd op 7 juni 1948 uit de Ojrotse Autonome Oblast. De hoofdstad was het gelijknamige Gorno-Altajsk. De naam Ojrot is de eigenbenaming van de Altaj, dat door de communisten was beschuldigd van pro-Japannisme, mogelijk mede om de nationalistische beweging in het gebied de kop in te drukken. Na de industrialisatie nam het percentage etnische Altaj af van 50% tot 20% in 1950. Vanaf 25 oktober 1990 werd de status verhoogd tot Autonome Socialistische Sovjetrepubliek.  De republiek verklaarde zich tot Socialistische Sovjetrepubliek, maar deze werd nooit officieel erkend en daarna een autonome republiek onder de naam Gorno-Altaj. Op 12 december 1993 werd hieruit de autonome republiek Altaj geformeerd.